# Altes Rathaus (Bad Kissingen)

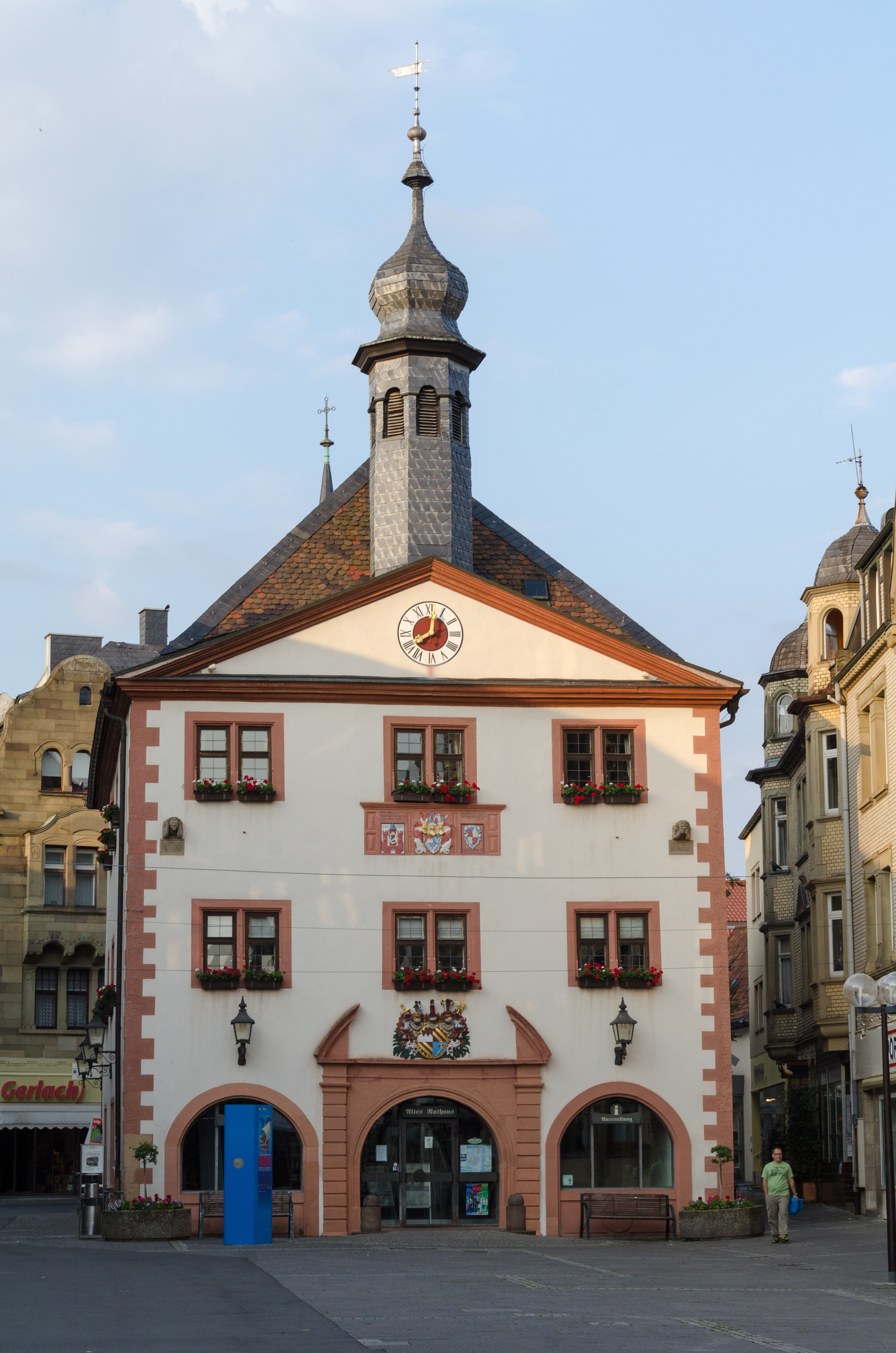
Das Alte Rathaus.

Das Alte Rathaus von Bad Kissingen, einem im bayerischen Unterfranken gelegenen Kurort, befindet sich auf dem Marktplatz des Ortes, gehört zu den Bad Kissinger Baudenkmälern und ist unter der Nummer D-6-72-114-59 in der Bayerischen Denkmalliste registriert.

## Geschichte
Das Alte Rathaus (Adresse: Marktplatz 12) wurde im Jahr 1577 mit drei Stockwerken, einer Innenkonstruktion aus Holz und ursprünglich einem Satteldach errichtet. Da es in jeder Landstadt des Hochstifts Würzburg ein Rathaus gab, das als Kaufhalle diente, ist es wahrscheinlich, dass es am selben Standort bereits vor 1577 einen Vorgängerbau gab.
Ein Giebeleinsturz im Jahr 1725 machte eine 1729 ausgeführte Renovierung erforderlich. Dabei wurde ein neuer Schaugiebel eingerichtet und das Satteldach hinten zu einem Walmdach umfunktioniert. Eine weitere, 1825 ausgeführte Renovierung, in deren Rahmen ein Walmdach, ein Glockentürmchen sowie an der Schauseite ein klassizisierender Dreiecksgiebel angebracht wurden, verlieh dem Alten Rathaus sein heutiges Aussehen. Im Jahr 1923 stiftete der aus Kissingen gebürtige und in der Zwischenzeit nach New York übergesiedelte Industrielle Anton Kliegl einen im zweiten Obergeschoss des Alten Rathauses befindlichen Sitzungssaal mit Holzvertäfelung und Stuckdecke.
Von 1878 bis 1900 war eine Post- und Telegraphenstation im Gebäude untergebracht. Als es den Anforderungen nicht mehr gerecht werden konnte, wurde ein neues Postamt in der Ludwigstraße 20 eröffnet.
Nachdem das Alte Rathaus von 1818 bis 1865 vorübergehend nicht als Sitz der Bad Kissinger Stadtverwaltung gedient hatte, zog diese im Jahr 1928 endgültig in das heutige Neue Rathaus (ehemals Heussleinscher Hof) um. Zwischen 1989 und 1991 wurde das Alte Rathaus umfassend saniert. Seitdem diente es als Bürgerzentrum und Ausstellungsort.
Nachdem am Karfreitag 2016 die Bad Kissinger Touristinformation in den Arkadenbau umzog, wurde die Einrichtung einer Vinothek im Alten Rathaus angekündigt. Um bis zur Eröffnung der Vinothek Leerlauf im Alten Rathaus zu vermeiden, fand in dessen Räumen eine Kunstausstellung statt. Am 17. März 2017 unterzeichneten die Heiligenfeld Kliniken einen Pachtvertrag mit der Stadt Bad Kissingen für den Betrieb einer Vinothek im Alten Rathaus ab Herbst 2017. Am 25. November 2017 wurde die Vinothek im Alten Rathaus eröffnet.